# ستيفان ماركوفيتش (سياسي)
ستيفان ماركوفيتش هو سياسي صربي، ولد في 26 ديسمبر 1804 في زمون ‏ في صربيا، وتوفي في 29 نوفمبر 1864 في فيينا في النمسا.